# Перейра, Максимильяно
Викто́рио Максимилья́но Пере́йра Па́эс или Ма́кси Пере́йра (исп. Victorio Maximiliano «Maxi» Pereira Páez; родился 8 июня 1984 года в Монтевидео) — уругвайский футболист, игравший на позиции защитника. Выступал за сборную Уругвая, с которой в 2010 году дошёл до полуфинала чемионата мира, а в 2011 году выиграл Кубок Америки.

## Биография

### Клубная карьера
Макси Перейра начал профессиональную карьеру в 18-летнем возрасте в составе «Дефенсор Спортинга». Вместе с Альваро Гонсалесом он составлял костяк команды на протяжении нескольких лет, который распался по окончании сезона 2006/07 — Гонсалес был продан в «Боку Хуниорс», а Перейра переехал в Португалию, где стал выступать за «Бенфику». Всего за «фиалок» Перейра сыграл в 125 матчах чемпионата Уругвая, в которых забил 26 голов. Единственный трофей с «Дефенсором» Перейра завоевал в 2006 году, выиграв Лигилью.
В сезоне 2007/08 Перейра в основном выступал в «Бенфике» на позиции правого полузащитника, а в сезоне 2008/09 был перемещён в защиту, поскольку из команды в «Реал Бетис» ушёл Нелсон Маркуш. В следующем году Перейра стал твёрдым игроком основы «орлов», и не терял своей позиции практически на протяжении следующих шести лет.
С «Бенфикой» Макси Перейра трижды становился чемпионом Португалии, пять раз выигрывал Кубок португальской лиги, по разу завоёвывал Кубок и Суперкубок страны, а также дважды доходил до финала Лиги Европы УЕФА.
В июле 2015 года, по окончании контракта с «Бенфикой», Макси Перейра перешёл в «Порту», с которым в 2018 году завоевал свой четвёртый титул чемпиона Португалии.
В 2020 году Макси Перейра вернулся на родину, подписав контракт с «Пеньяролем». В 2021 году Перейра помог своей команде выиграть чемпионат Уругвая, а также дойти до полуфинала Южноамериканского кубка. В начале 2022 года Перейра перешёл в столичный «Ривер Плейт».

### Выступления за сборную
Первый матч за сборную Уругвая Макси Перейра провёл 26 октября 2005 года во встрече против Мексики. Довольно быстро он стал игроком основы «Селесте» и на данный момент провёл за команду свыше 60 матчей.
Является полуфиналистом чемпионата мира 2010 года (в полуфинале на последних минутах его гол в ворота сборной Нидерландов позволил сократить до минимума отставание в счёте, но на то, чтобы сравнять счёт, у уругвайцев не хватило времени и голландцы выиграли 3:2), а также обладателем Кубка Америки 2011. 6 июня 2016 года в игре против Мексики в рамках Кубка Америки столетия Моно сравнялся с Диего Форланом по количеству проведённых матчей за всю историю сборной Уругвая, став сорекордсменом по этому показателю (112 игр). На том же неудачном для «селесте» турнире сыграл ещё два матча в рамках группового этапа, единолично выйдя на первое место по числу сыгранных матчей за сборную.

## Титулы и достижения
- Чемпион Уругвая (1): 2021
- Победитель Лигильи Уругвая (1): 2006
- Чемпион Португалии (4): 2009/10, 2013/14, 2014/15, 2017/18
- Обладатель Кубка Португалии (1): 2013/14
- Обладатель Кубка португальской лиги (5): 2008/09, 2009/10, 2010/11, 2011/12, 2013/14
- Обладатель Суперкубка Португалии (1): 2014
- Финалист Лиги Европы (1): 2012/13, 2013/14
- Обладатель Кубка Америки (1): 2011
- Полуфиналист чемпионата мира (1): 2010